# Кисловка (Руднянский район)
Кисловка — деревня в Руднянском районе Смоленской области России. Входит в состав Смолиговского сельского поселения. Население — 8 жителей (2007 год).
Расположена в западной части области в 15 км к юго-востоку от Рудни, в 2 км севернее автодороги А141 Орёл — Витебск, на берегу реки Ольшанка. В 2,5 км юго-западнее деревни расположена железнодорожная станция О.п. 439-й км на линии Смоленск — Витебск.

## История
В годы Великой Отечественной войны деревня была оккупирована гитлеровскими войсками в июле 1941 года, освобождена в октябре 1943 года.